# Grupo linear geral
Na matemática, o grupo linear geral de grau n é o grupo formado pelas matrizes n×n inversíveis, com a operação de multiplicação de matrizes.
Com maior precisão, é necessário especificar em que corpo ou anel com unidade são definidos os elementos da matriz. Neste caso, o grupo linear geral de grau n sobre o corpo ou anel K é representado por GL(n, K). Se K é o corpo finito {\displaystyle \mathbb {Z} _{p}\,}, este grupo também é representado por GL(n, p).
O grupo linear especial SL(n, K) é o subgrupo de GL(n, K) das matrizes de determinante 1.
O grupo GL(n, K) e seus subgrupos são chamados de grupos lineares ou grupos de matrizes. Estes grupos são importantes na teoria de representação de grupos, e aparecem no estudo de simetrias espaciais e simetrias de espaços vetoriais, assim como no estudo de polinômios. O grupo modular é isomorfo a um grupo quociente do grupo SL(2, Z).
Se 'n ≥ 2, então o grupo GL(n, K) não é abeliano.